# Spencers Waran
Spencers Waran oder Spencer’s Waran (Varanus spenceri) ist eine in Australien endemische Art der Schuppenkriechtiere aus der Gattung der Warane (Varanus). Sie gehört der Untergattung Varanus an. Die Erstbeschreibung erfolgte 1903 durch Lucas & Frost. Im Englischen heißt die Art Spencer's goanna oder Spencer's monitor.

## Aussehen und Körperbau
Spencers Waran ist ausgewachsen insgesamt bis zu 120 cm lang. Die Schwanzlänge ist im Durchschnitt länger als die Kopf-Rumpf-Länge. Ihre übliche Grundfärbung ist hellgraubraun, aber die Variationsbreite geht von blass-schmutzig-cremefarbig bis zu einem dunklen rostbraun, mit verstreuten dunkelbraunen und cremefarbenen Punkten. Es können aber auch Flecken und unregelmäßige, schmale, hellgelbe oder grauen Querbändern auf Rücken, Nacken und Schwanz sein. Auf den Lippen befinden sich deutliche helle und dunkle Streifen. Ihr Untergrund ist cremefarben mit dunkelgrauen oder braunen Flecken, die besonders deutlich auf der Kehle sichtbar sind. Die Kopfschuppen von Spencers Waran sind glatt und unregelmäßig angeordnet. Das Nasenloch liegt seitlich, wo es sich sehr viel näher zur Schnauzenspitze als zum Auge befindet. Um die Körpermitte sind 150 - 175 Schuppenreihen angeordnet. Ihr Schwanzquerschnitt ist an der Basis rund. Die letzte Hälfte des Schwanzes ist seitlich zusammengedrückt und trägt einen doppelten Mittelkiel. Spencers Waran ist in der Regel schwerer als ähnlich große Warane anderen Spezien aufgrund ihres stämmigen Körperbaus. Sie besitzen an den Enden ihrer vier Gliedmaßen scharfe Krallen, die sie zum Löcher graben verwenden.

## Verbreitung und Lebensraum
Das Verbreitungsgebiet von Spencers Waran erstreckt sich in Australien auf die trockenen Ebenen im Nordosten des Northern Territory bis über die Grenze nach Queensland. Die Warane sind endemisch in der Barkly Region. Er ist nur in Gebieten mit Schwarzerde anzutreffen. In den weiten, baumlosen Ebenen lebt die Art in Höhlen, oder zwischen großen Erdspalten. Die meisten Sichtungen waren in den Barkly Tablelands (Northern Territory) und am Tablelands Highway (Queensland). Sie leben in den australischen Nationalparks Astrebla Downs Nationalpark (Qu) und in dem Diamantina-Nationalpark (Qu). In Gefangenschaft lebten diese Warane europaweit bisher nur in vier Zoos, in Deutschland von 2009 bis 2016 im Kölner Zoo.

## Verhalten
Nur während der Morgenstunden und am späten Nachmittag, wenn die Temperaturen kühler sind, gehen die Warane auf Beutefang. Sie fressen alles, was sie finden können, darunter auch hochgiftige Schlangen, kleine Säugetiere, kleine Echsen, Eier und Aas. Sie sind nämlich in der Lage, alles was sie fressen zu verdauen. Wenn sie sich bedroht fühlen, zischen sie laut und strecken ihren Hals aus, um größer zu wirken. Wenn das Warnen nicht ausreicht, peitschen sie den Angreifer mit ihrem muskulösen Schwanz. Sie sind in der Lage, sich auch wirkungsvoll gegenüber Menschen mit ihren Schwänzen zu verteidigen. Die Jungtiere können im Gegensatz zu den ausgewachsenen Exemplaren gelegentlich auch klettern.
Adulte Warane sollen laut Schmida (1985), am sexuell aktivsten zwischen August und Oktober sein. Pengilley (1981) sichtete Ende September und Anfang Oktober eine große Anzahl von Weibchen, die auf der Suche nach Nistplätzen waren. Sie legten ihre Eier unter einem Haufen von Erde ab. Ein wild gefangenes Weibchen legte ihre Eier Anfang November ab. Das Gelege von Spencers Waran hat zwischen 11 und 31 Eiern. Die Eier sind 5 cm lang und haben einen Durchmesser von 3,5 cm.